# 臺灣表孔珊瑚
臺灣表孔珊瑚（学名：Montipora taiwanensis）为軸孔珊瑚科表孔珊瑚屬下的一个种。